# Polnische Kirche in Irkutsk
Koordinaten: 52° 17′ 25,5″ N, 104° 16′ 57,3″ O

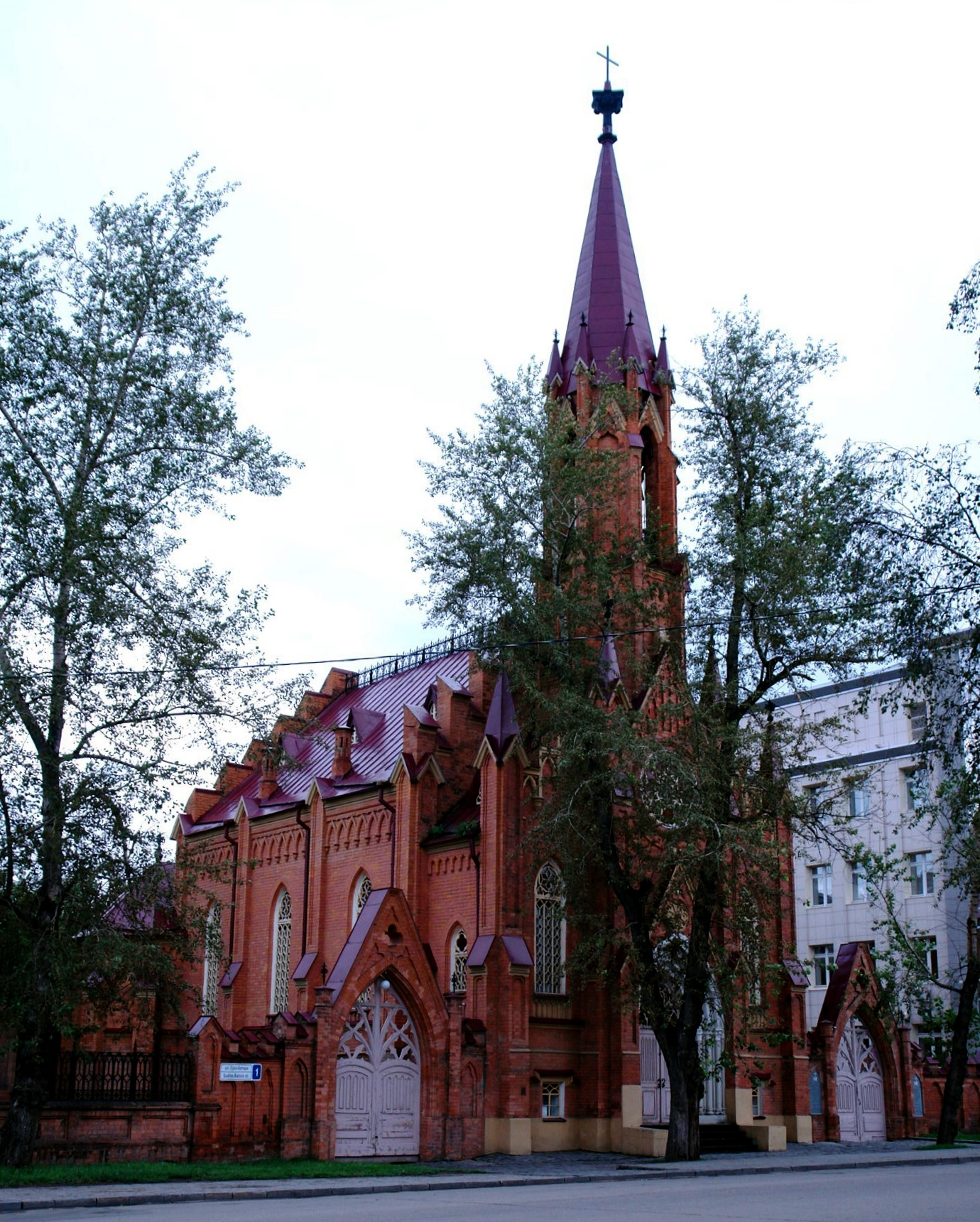
Die „polnische“ katholische Kirche in Irkutsk

Die Polnische Kirche in Irkutsk mit dem Patrozinium Mariä Himmelfahrt ist eine neugotische Kirche in der Hauptstadt des gleichnamigen Oblast Irkutsk am Kirow-Platz nahe der Erlöserkirche und Gotterscheinungskathedrale.
Die erste katholische Kirche wurde aus Holz 1825 errichtet und fiel dem Großbrand von Irkutsk im Juli 1879 zum Opfer. Der Backsteinbau wurde 1881 bis 1883 von Polen an der Stelle der Holzkirche erbaut. Die neue Kirche wurde am 8. Dezember 1884 geweiht und diente als Gottesdienststätte unter anderem nach dem Januaraufstand 1863/64 Verbannter wie Benedykt Dybowski. Der neugotische Baustil wurde gewählt, um sie neben den benachbarten orthodoxen Kuppelkirchbauten als katholische Kirche erkennbar zu machen.
Die Kirche entstand nach dem Entwurf des polnischen Architekten Jan Tamulewicz. Die Inneneinrichtung schuf der polnische Künstler Wojciech Koperski. 1896 erhielt die Kirche ein amerikanisches Harmonium.
Bis 1938 wurde das Gebäude als Gotteshaus genutzt. 1978 wurde es als Konzertsaal wiedereröffnet. Es wurde mit einer Orgel der Potsdamer Firma Schuke ausgestattet. Seit Weihnachten 1990 dient die Kirche außer für Orgelkonzerte auch wieder dem Gottesdienst der Irkutsker Katholiken. Hauptkirche ist jedoch die im Jahr 2000 auf der Westseite der Angara nahe der Technischen Universität fertiggestellte Kathedrale Unbeflecktes Herz Mariens des Bistums Irkutsk.